# Прелюдия 11
«Прелюдия 11» (нем. Preludio 11) — шпионский фильм совместного производства Кубы и ГДР, снятый в 1964 году режиссёром Куртом Метцигом. Основан на одноимённом романе Вольфганга Шрайера, который также написал сценарий.
Один из трёх фильмов, которые  после победы Кубинской революции только что созданный Кубинский институт кинематографии (ICAIC) снимал при помощи братских соцстран для обучения кубинских кинематографистов, два других фильма — с ЧССР фильм «Для кого танцует Гавана» режиссёра Владимира Чеха и с СССР фильм «Я — Куба» (1964) режиссёра Михаила Калатозова.

## Сюжет
Действие фильма разворачивается во время Холодной войны: к власти на Кубе пришли коммунисты во главе с Фиделем Кастро. Тем временем правительство США планирует устроить контрреволюцию. В рамках операции под кодовым названием «Прелюдия 11» четверо кубинских эмигрантов и гватемалец Рико под руководством американца Маклэша проникают вглубь страны с целью взорвать стратегически важный мост рядом с городом Эсперанса. За охрану моста отвечает завербованный американцами команданте Паломино. В его подчинении находится лейтенант Рамон Кинтана, чья возлюбленная Даниэла одна воспитывает ребёнка. Её парень Мигель бросил её и перешёл на сторону американцев, войдя в состав отряда Маклэша. Лодка, в которой они находились, терпит крушения, в результате чего им приходится добираться до моста пешком.
В деревне группа Маклэша вступает в бой с отрядом революционеров. Маклэш получает тяжёлое ранение, вскоре после чего умирает. Однако группа захватывает в плен революционера Пенью, с которым далее отправляется к намеченной цели. По дороге Пенья рассказывает об успехах революции и достижениях новой Кубы. Особенно вдохновлён идеями революции Рико.
Паломино снимает часть охраны, чтобы она не патрулировала близлежащие территории. Дойдя до моста, отряд контрреволюционеров начинает обстрел военных. В качестве поддержки два самолёта ВВС США высаживает отряд парашютистов, против которых выступили местные крестьяне, устроив в местах их приземления (леса и болота) пожар, в результате которого большая их часть погибла. Отряд понимает, что добраться до моста пешком невозможно, поэтому посылает Мигеля с одним из товарищей в Эсперанса с целью получить с помощью его бывшей подруги Даниэлы джип. Встретившись с ним, она сначала верит ему, но потом понимает, что он ведёт двойную игру. Даниэла отказывается сотрудничать с ним, но не в состоянии арестовать его. Она обращается за помощью к Паломино, но тот просит Даниэлу передать им машину якобы для того, чтобы их можно было легче задержать. В то же время он приказывает Кинтане перебросить основные силы на цементный завод, заявив, что согласно инструкциям из Гаваны именно завод является целью нападения. Несмотря на сомнение в правдивости слов команданте, Кинтана отправился с людьми на завод.
Пенья и Рико сбегают из отряда. Они выходят на цементный завод, где и встречают Кинтану. Они рассказывают ему, что мост остаётся целью контрреволюционеров. Кроме того, они сообщают, что Даниэла привезла им. Кинтана пришёл к выводу, что она решила сотрудничать с Мигелем. После короткого разговора с Паломино он мобилизовал подчинённые ему войска для поимки отряда. Команданте понимает, что его план провалился. Он застрелился за несколько минут до своего ареста. Кинтана и его люди вступили в бой с контрреволюционерами. Некоторые из них арестованы, некоторые – убиты. Среди погибших есть и Пенья. Становится известно о предательстве Паломино. Когда мимо Даниэлы проводят арестованного Мигеля, она демонстративно отворачивается. В этот момент Кинтана понимает, что Даниэла никогда не переходила на сторону врага.

## Производство
Фильм снимался на Кубе в 1963. Премьера состоялась в кинотеатре «Колизей» 19 марта 1964. Через восемь дней лента вышла в кинопрокат ГДР. Телепремьера состоялась 26 июля 1974 года на канале DFF 2.

## В главных ролях
- Аврора Депестр — Даниэла
- Гюнтер Зимон — команданте Паломино
- Джерри Вольф — Фигерас
- Мигель Бенавидес — Пенья
- Армин Мюллер-Шталь — лейтенант Рамон Кинтана
- Роберто Бланко — Мигель
- Фред Дельмаре — Эстебан
- Гюнтер Отт — Маклэш

## Дубляж
| Роль              | Актёр                  | Актёр дубляжа   |
| ----------------- | ---------------------- | --------------- |
| Мигель            | Роберто Бланко         | Раймар Й. Баур  |
| отец Леон         | Рейнальдо Миравальес   | Фред Дюрен      |
| Барро             | Алехандро Луго         | Ханньо Хассе    |
| Пенья             | Мигель Бенавидес       | Хорст Химер     |
| Равело            | Карлос Лопес Моктесума | Эрхард Кёстер   |
| Бауэр             | Ибере Кавалканти       | Вилли Нойенхан  |
| Родригес          | Эльмо Эрнандес         | Вильфрид Ортман |
| Даниэла           | Аврора Депестр         | Рената Реннхак  |
| Педро             | Ибере Кавалканти       | Ганс Зиверс     |
| команданте Суарес | Анхель Эспасанде       | Хильмар Тате    |
| Рико              | Рафаэль Соса           | Йохен Томас     |

## Критика
Кинокритики ГДР назвали фильм «шиферным». В нём «банальные диалоги», материал «подан посредственно», образы как революционеров, так и контрреволюционеров получились плоскими. Джерри Вольф оказался неубедителен, вновь доказал свой профессионализм Гюнтер Зимон, а Армин Мюллер-Шталь мог лишь выполнить поставленную перед ним задачу показать верность идеям революции и изобразить любовь».
Киножурнал filmdienst написал о «Прелюдии 11», что это «посредственно поставленные шпионские приключения на фоне Холодной войны».